# Ernest Caparros
Ernest Caparros (Málaga, 18 de abril de 1938-Montreal, 26 de noviembre de 2018) fue un civilista y canonista canadiense, de origen español. Profesor de Derecho Canónico y Derecho Civil en la Universidad de Ottawa.

## Biografía
Hijo del malagueño Antonio Ernesto Caparrós. La familia de su madre procedía de Granada. Allí realizó la educación básica, y el bachillerato en el Instituto Español de Tánger. Tiempo después, aunque llegó a matricularse en la Universidad de Granada (1955), finalmente decidió trasladarse a Madrid, donde se licenció en Derecho en la Universidad de Madrid (1955-1959). Posteriormente se estableció en Pamplona, donde se licenció (1959-1961) y doctoró (1962) en Derecho Canónico en el incipiente Instituto de Derecho Canónico de la Universidad de Navarra. Su tesis doctoral sobre "La intención contraria al bien de la prole en la jurisprudencia rotal (1900-1950)", estuvo dirigida por Javier Hervada.
El 24 de julio de 1962, su vida dio un giro de ciento ochenta grados, al emigrar a Canadá. En su nuevo país, continuó con su formación académica. Tras obtener el diploma de Estudios Superiores en la Universidad de Montreal (1962-1964), realizó una tesis de maestría titulada "Les incidences du Bill 16 sur les régimes matrimoniaux", en la Universidad Laval (1965), donde fue alumno de doctorado (1965-1973), hasta que en 1973, defendió su segunda tesis doctoral, en esta ocasión en Derecho Civil, dirigida por Germain Brière. La tesis fue publicada en 1975, en el libro Les lignes de force de l’évolution des régimes matrimoniaux en droit comparé et québécois.
El 11 de octubre de 1967 obtuvo la nacionalidad canadiense.
Finalizada su formación universitaria, comenzó su carrera docente en la Universidad Laval (1966-1981) donde fue sucesivamente profesor ayudante, adjunto, agregado y catedrático, enseñando Derecho comparado, Derecho civil y Derecho canónico (1966-1980). Allí, demás de editar los Cahiers de Droit (1965-1970), fue vicedecano de la facultad de Derecho (1971-1977).
En 1981 se trasladó a Ottawa, donde fue catedrático de su universidad hasta su jubilación en 2002, pasando a ser profesor emérito. En Ottawa enseñó Derecho de bienes, Derecho matrimonial, Derecho sucesorio, Derecho comparado e Introducción al Derecho canónico. Durante esa época editó la Revue Générale de Droit (1981-2002).
También dio clase durante varios años en la facultad de Derecho Canónico de la Pontificia Universidad de la Santa Cruz (Roma).
La conferencia de Rectores de las Universidades del Quebec le nombró miembro del Comité de evaluación de los programas de enseñanzas jurídicas de la provincia quebequense (1972-1973). Ha sido experto del Tribunal Superior del Quebec en materias de Derecho canónico, consejero jurídico de la Asamblea de Obispos del Quebec (1982-1990), juez del Tribunal de Apelaciones Eclesiástico de Canadá (1986-2000 y 2004-2018), y director de la serie Gratianus para la editorial Wilson & Lafleur.

## Publicaciones
Autor de numerosos libros y artículos. Entre sus aportaciones destacan la traducción bilingüe anotada, junto con Michel Thériault (1942-2000) y Jean Thorn, al francés y al inglés de la cuarta edición castellana del Código de Derecho Canónico (1983), con los comentarios realizados por el Instituto Martín de Azpilcueta de la Universidad de Navarra.

## Asociaciones a las que perteneció
- Academia Internacional de Derecho Comparado
- Asociación de Derecho Canónico de Australia y Nueva Zelanda. Miembro correspondiente
- Asociación de Derecho Canónico de Gran Bretaña e Irlanda
- Caballeros de Malta (1992)
- Consociatio Internationalis Studio Iuris Canonici Promovendo (1995)
- International Society of Ethics and Moral Theology
- Royal Society of Canada (1985)
- Sociedad Canadiense de Derecho Canónico, siendo presidente (1991-1993).
- Vicepresidente de la Sociedad quebequense de Derecho comparado.[5]

## Premios
- Cruz Pro Mérito Melitensi, otorgada por la Soberana Orden de Malta (30 de septiembre de 2003).
- Jean Thorn CanonLaw award of merit, otorgada por la Sociedad Canadiense de Derecho Canónico (2003).
- Medalla de la Universidad de la Santa Croce (abril de 2018).